# Orion (nau espacial)

Projecte Orion

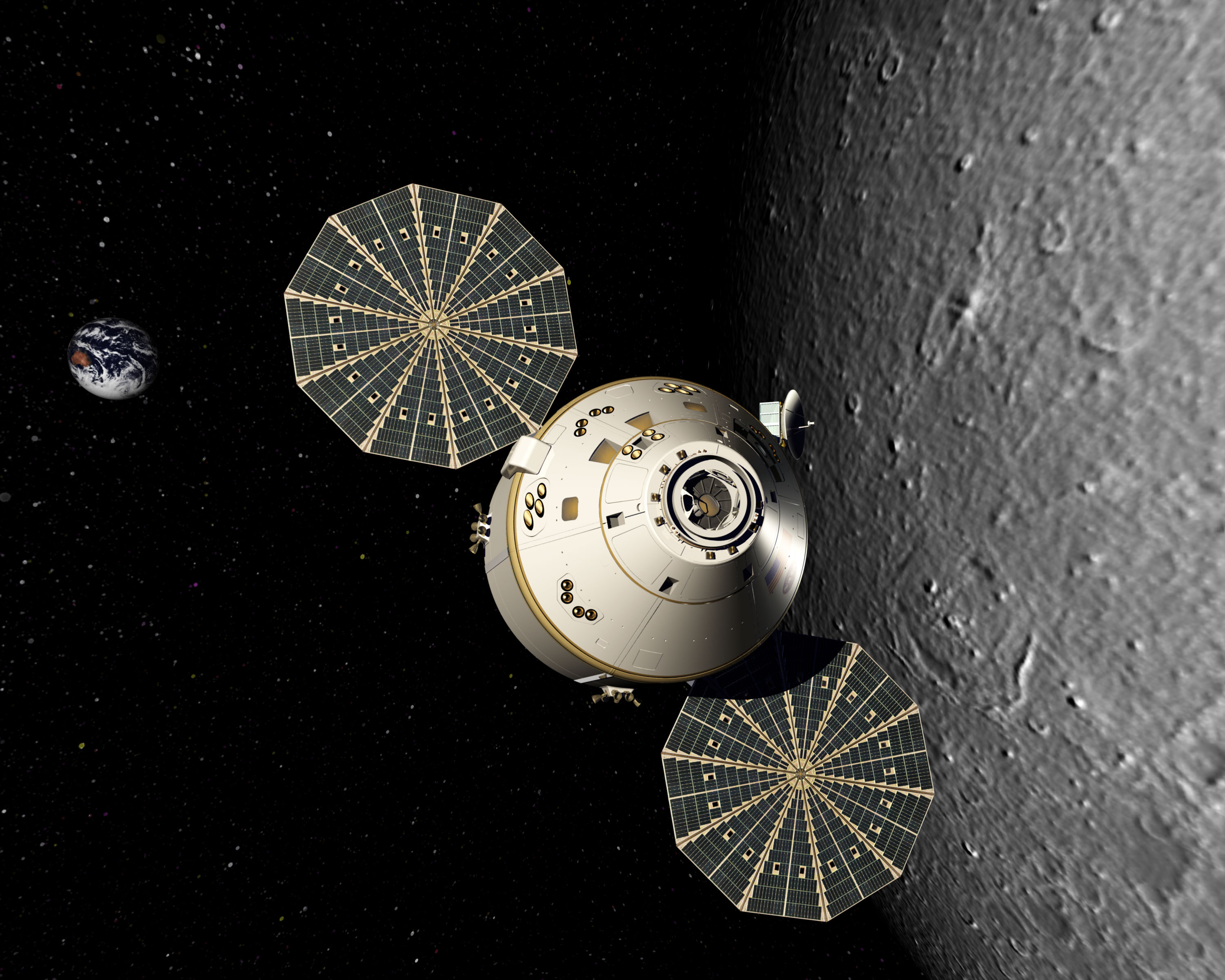
Representació artística de la nau Orion en òrbita lunar

Orion és una nau espacial desenvolupada per la NASA que pot dur una tripulació de quatre a sis persones i originalment concebuda per ser llançada pel nou vehicle de llançament Ares I. Tant l'Orion com l'Ares I són part del Projecte Constellation (actualment cancel·lat), que planejava enviar humans a la Lluna vers el 2020 i més endavant a Mart i altres eventuals destins del sistema solar. El 31 d'agost de 2006, la NASA atorgà un contracte a Lockheed Martin pel disseny, el desenvolupament i la fabricació de la nau Orion.
Conegut anteriorment com a Crew Exploration Vehicle (Vehicle Tripulat d'Exploració) o CEV, l'Orion s'enlairarà del mateix complex de llançament del Centre Espacial Kennedy que s'utilitza per les missions del transbordador espacial. La NASA utilitzarà la nau per les seves missions tripulades després de la retirada dels tres orbitadors el 2010. Inicialment, realitzarà missions per l'Estació Espacial Internacional (ISS) i més tard serà un component clau per a possibles missions cap a la Lluna i Mart. El primer vol experimental (dues voltes orbitals a la Terra sense tripulació) es realitzà el 5 de desembre de 2014, amb un coet Delta IV Heavy llançat des del complex de llançament SLC-37B de la base aèria de Cap Canaveral.